# TrueDepthカメラ,LiDARスキャナ(Apple)

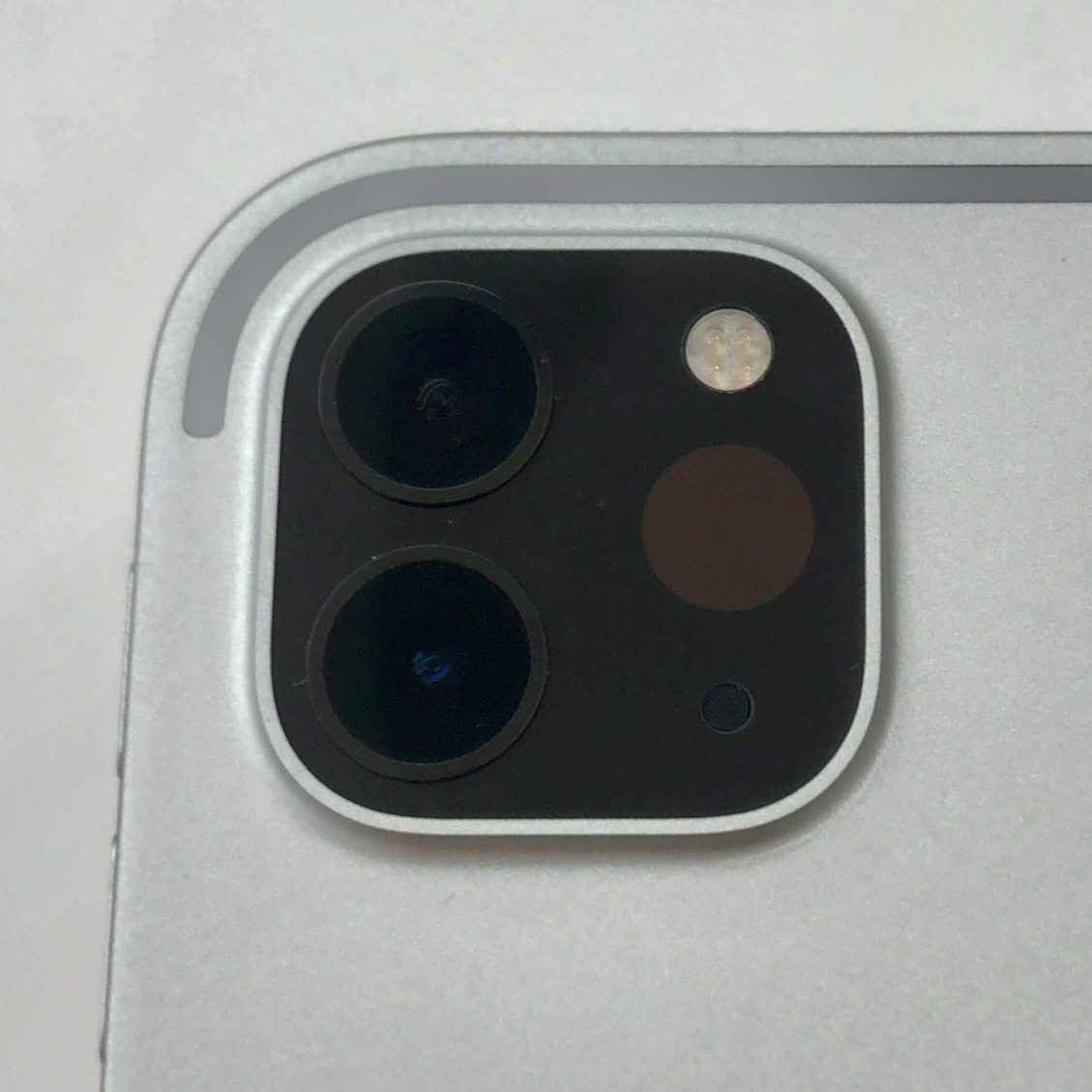
iPad Pro(2020)に搭載されたLiDARスキャナ(右)

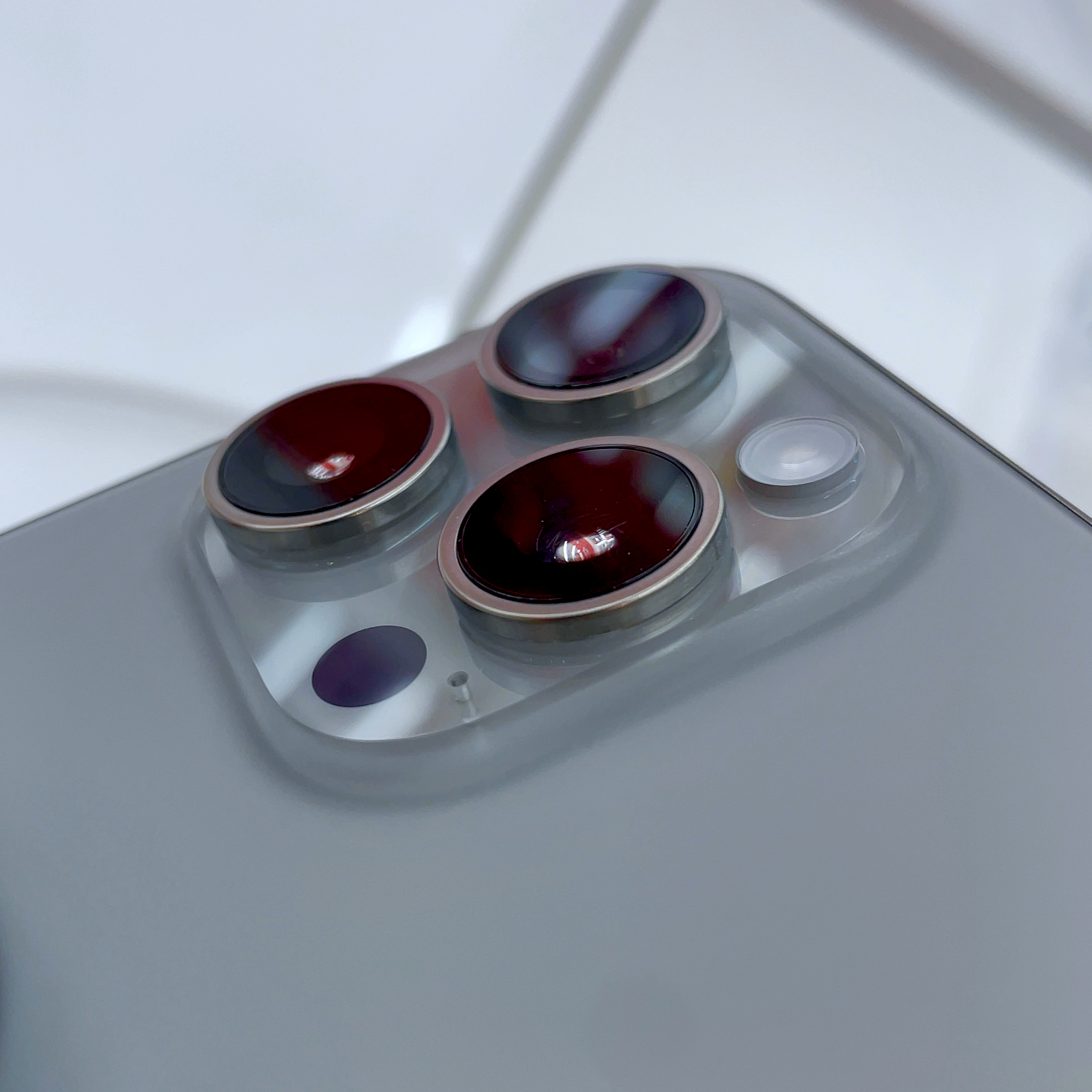
iPhone 15 Pro Maxに搭載されたLiDARスキャナ(右下)

TrueDepthカメラ（トゥルーデプスカメラ）およびLiDARスキャナ（リーダースキャナー）は、Appleが開発・製造しているカメラシステムである。
AppleのiPhoneシリーズやiPad Proシリーズに搭載されている。

## 概要
TrueDepthカメラはFace IDや頭部および表情のモーションキャプチャなどに利用されアニ文字やサードパーティ製のアプリケーションでそのモーションデータを利用することができる。
LiDARスキャナは最大5m先の物体までの距離を計測でき、サードパーティー製のアプリケーションを利用することで空間や物体の3Dスキャンに利用することができる。
TrueDepthカメラおよびLiDARスキャナはそれぞれインカメラとアウトカメラのポートレート撮影等での深度マップの生成やARKitに使用される。

## ハードウエア

### TrueDepthカメラ
赤外線カメラ、投光イルミネーター、近接センサー、環境光センサー、フロントカメラ及びドットプロジェクターによって構成されている。

### LiDARスキャナ
ドットプロジェクターと赤外線カメラによって構成されている。
これらのセンサーはどちらも赤外線の点群を照射し深度情報を取得する(LiDAR)という機能は同一であるがTrueDepthカメラは端末の画面側に搭載され比較的近距離・高精度での走査に最適化されているのに対し、LiDARスキャナは端末背面に搭載され比較的遠距離・低精度での走査に最適化されているという違いがある。

## 搭載ハードウエア

### TrueDepthカメラ
iPhone
- iPhone X
- iPhone XR
- iPhone XS/XS Max
- iPhone 11
- iPhone 11 Pro/11 Pro Max
- iPhone 12/12 mini
- iPhone 12 Pro/12 Pro Max
- iPhone 13/13 mini
- iPhone 13 Pro/13 Pro Max
- iPhone 14/14 Plus
- iPhone 14 Pro/14 Pro Max
- iPhone 15/15 Plus
- iPhone 15 Pro/15 Pro Max
- iPhone 16/16 Plus
- iPhone 16 Pro/16 Pro Max
- iPhone 16e

iPad
- iPad Pro 11インチ (第1世代)
- iPad Pro 11インチ (第2世代)
- iPad Pro 11インチ (第3世代)
- iPad Pro 11インチ (第4世代)
- iPad Pro 12.9インチ (第3世代)
- iPad Pro 12.9インチ (第4世代)
- iPad Pro 12.9インチ (第5世代)
- iPad Pro 12.9インチ (第6世代)

### LiDARスキャナ
iPhone
- iPhone 12 Pro/12 Pro Max
- iPhone 13 Pro/13 Pro Max
- iPhone 14 Pro/14 Pro Max
- iPhone 15 Pro/15 Pro Max
- iPhone 16 Pro/16 Pro Max

iPad
- iPad Pro 11インチ (第2世代)
- iPad Pro 11インチ (第3世代)
- iPad Pro 11インチ (第4世代)
- iPad Pro 12.9インチ (第4世代)
- iPad Pro 12.9インチ (第5世代)
- iPad Pro 12.9インチ (第6世代)